# ویلیام مولتن مارستون
ویلیام مولتن مارستون (۹ مه ۱۸۹۳–۲ مه ۱۹۴۷) که با تخلص چارلز مولتن نیز شناخته می‌شود، یک روان‌شناس آمریکایی بود که با همسرش الیزابت هالووی نمونه اولیه دروغ‌سنج را اختراع کرد. او یک نویسنده خودیاری و کتاب‌های مصور نیز بود که شخصیت زن شگفت‌انگیز را ساخت.
دو زن یعنی همسرش الیزابت هالووی مارستون و شریک زندگیشان الیو برن تأثیر عمده‌ای بر خلق زن شگفت‌انگیز داشتند.
او در سال ۲۰۰۶ عضوی از سالن افتخارات کتاب مصور شد.

## زن شگفت‌انگیز

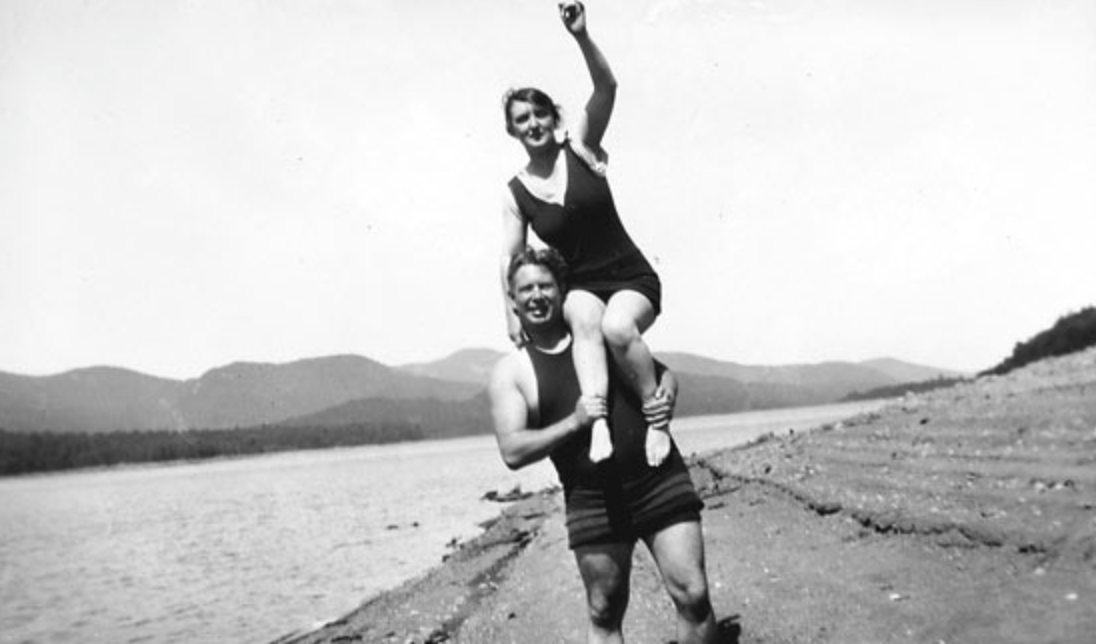
ویلیام مولتن مارستون و همسرش الیزابت هالووی در سال 1916

### خلق
در ۲۵ اکتبر ۱۹۴۰ مصاحبه‌ای از الیو برن (با نام مستعار "الیو ریچارد") در فمیلی سایکل (با عنوان "به داستان‌های مصور نخندید") منتشر شد که در آن مارستون گفته بود کتاب‌های مصور «توانایی‌های آموزشی زیادی» دارند. (مقاله دیگری در همین زمینه دو سال بعد یعنی در سال ۱۹۴۲ منتشر شد). مکس گینز، ناشر کتاب‌های مصور جذب این مصاحبه شد و مارستون را به عنوان مشاور آموزشی برای نشریات ملی و انتشارات ال امریکن استخدام کرد. این دو شرکت که بعدها در هم ادغام شدند و دی‌سی کامیکس را شکل دادند.
در اوایل دهه ۱۹۴۰، ابرقهرمان‌های مردی چون گرین لنترن و سوپرمن (شخصیتی پرچمدار) و نیز بتمن و گجت‌های پیشرفته‌اش خط دی‌سی کامیکس را در دست خود گرفته بودند.
همان‌طور که در نسخه پاییز ۲۰۰۱ مجله دانشگاه بوستون آمده، این ایده همسر مارستون یعنی الیزابت هالووی مارستون بود که یک ابرقهرمان زن خلق کنند. مارستون توصیه کرد ابرقهرمان جدیدی ساخته شود که نه با زور بازو یا آتش، بلکه با عشق دنیا را فتح کند. الیزابت گفت: «بسیار خوب، ولی باید یک زن باشد.»
مارستون این ایده را به گوش مکس گینز رساند. او و جک لیبوویتس مؤسسین انتشارات ال امریکن بودند. با اجازه آن‌ها، مارستون به خلق زن شگفت‌انگیز پرداخت و شخصیت او را بر پایه زنان مدرن آزاد از قیود و رسوم، رها و قدرتمند عصر خود نهاد. تخلص چارلز مولتن حاصل ترکیب نام میانی خودش و گینز بود.
در نسخه سال ۱۹۴۳ از مجله امریکن اسکالر مارستون نوشت: «مادامی که آرکتایپ زنانه ما فاقد قدرت، نیرو و توانایی باشد حتی دختران نیز نمی‌خواهند دختر باشند. آن‌ها نمی‌خواهند دختر باشند و مانند زنان خوب، حساس، مطیع و عاشق صلح باشند. ویژگی‌های قدرتمند زنان بخاطر ضعفشان خوار شده‌اند. راه چاره، خلق یک شخصیت زنانه با تمام قدرت‌های یک ابرقهرمان مرد و جذابیت‌های یک زن خوب و زیباست».
در سال ۲۰۱۷، بخش عمده ای از کاغذهای شخصی مارستون برای مطالعات پیشرفته به کتابخانه شلسنجر در مؤسسه ردکلیف رسید. مجموعه او باعث می‌شود بتوان به تاریخچه «زن شگفت انگیز»، زندگی شخصی غیرمعمول مارستون با دو زن کمالگرا و قدرتمند یعنی الیو برن و الیزابت مارستون و ارتباط کارهایش با مارگارت سنگر رسید. سنگر یکی از تاثیرگذارترین فمنیست‌های قرن بیستم است.

### ساخت
شخصیت مارستون اهل آرمان شهر آمازون بود. تمام ساکنین آن شهر زن بودند و زن شگفت‌انگیز با استفاده از قدرت و چابکی ابرانسانی خود، به زانو درآوردن شخصیت‌های شرور و رسیدن به حقیقت از طریق کمند جادوییش، به مأمور دولت آمریکا برای بارزه با جرم و جنایت تبدیل شد. بعضی معتقدند ظاهر زن شگفت‌انگیز برگرفته از الیو برن و دستبندهایی است که به دست می‌کرد.
نام این شخصیت در ابتدا «سوپرما» بود که به «سوپر وومن» یا زن شگفت‌انگیز تغییر پیدا کرد. این نام در آن زمان محبوب بود و معرف زنان با استعدادهای خاص بود. این شخصیت در دسامبر ۱۹۴۱ برای اولین بار در مجموعه هشتم ال استار کامیکس حضور پیدا کرد. سپس در ژانویه ۱۹۴۲ در سنسیشن کامیکس آمد و شش ماه بعد اولین نسخه از مجموعه کتاب مصور زن شگفت‌انگیز منتشر شد. این مجموعه از آن زمان تا کنون چاپ شده‌است (به جز چهار ماه در سال ۱۹۸۶). در ابتدا مارستون داستان‌ها را می‌نوشت و هری پیتر کار طراحی را به عهده داشت. مارستون در طول عمرش مقالات و کتاب‌های زیادی دربارهٔ موضوعات مختلف روان‌شناسی نوشت ولی ۶ سال آخر کارش را صرف خلق کامیک‌هایش کرد.

## مرگ
ویلیام مولتن مارستون در ۲ مه ۱۹۴۷ یعنی هفت روز پس از تولد ۵۴ سالگی‌اش در اثر سرطان در رای، نیویورک درگذشت. بعد از مرگش، الیزابت و الیو به زندگی در کنار هم ادامه دادند، تا این که الیو در سال ۱۹۸۵ در ۸۱ سالگی و الیزابت در سال ۱۹۹۳ در ۱۰۰ سالگی درگذشت.

## فیلم

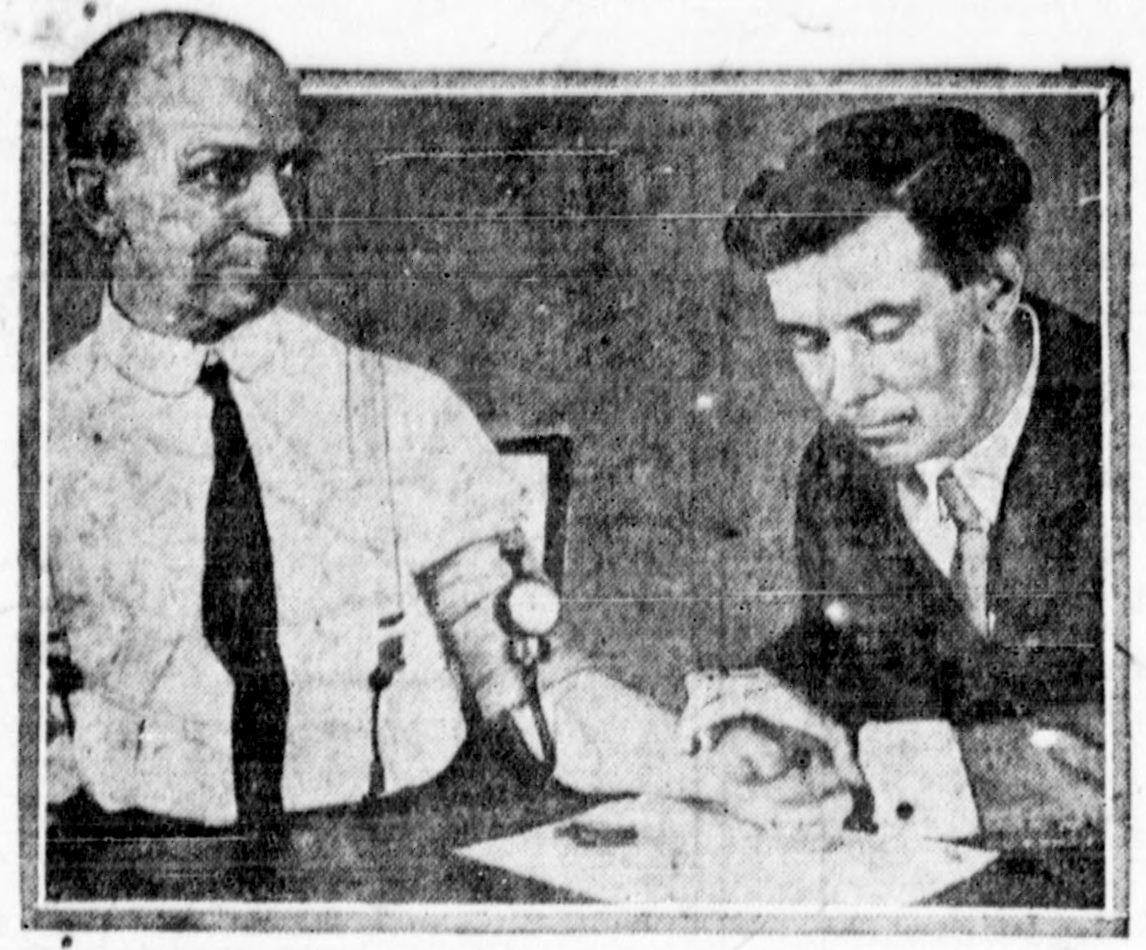
ویلیام مولتن مارستون در نزد دکتر در سال 1922

زندگی مارستون و الیزابت هالووی مارستون و الیو برن و خلق زن شگفت‌انگیز در درام پروفسور مارستون و زن شگفت‌انگیز به نمایش درآمده است.
در این فیلم، لوک ایوانز نقش مارستون را بازی می‌کند.